# Dolore e grandezza di Richard Wagner
Dolore e grandezza di Richard Wagner (Leiden und Größe Richard Wagners) è un saggio di Thomas Mann pubblicato nel 1933 sulla rivista Neue Rundschau. 

## Storia editoriale
Occasione del saggio fu l'invito, rivolto a Thomas Mann dalla "Wagnervereeniging" (Società Wagner) di Amsterdam, per una conferenza che si sarebbe dovuta tenere al Concertgebouw il 13 febbraio 1933, cinquantesimo anniversario della morte di Richard Wagner; inviti analoghi furono rivolti a Mann da altre istituzioni, quali la "Goethe-Gesellschaft" (Società Goethe) di Monaco di Baviera. A metà del dicembre 1932 Thomas Mann sospese la stesura del romanzo Giuseppe in Egitto e iniziò a preparare il discorso su Wagner che completò poi a Garmish. Il dattiloscritto originale, datato 29 gennaio 1933, con correzioni e cancellazioni effettuate dall'autore, è conservato all'Università Yale. Il discorso fu pronunciato da Mann dapprima il 10 febbraio 1933 nell'Auditorium maximum dell'Università di Monaco di Baviera e costituì il congedo dell'autore dalla Germania, poiché Thomas Mann partì l'indomani, in compagnia della moglie, per replicare la conferenza all'estero (Amsterdam, Bruxelles e Parigi); ma gli eventi che si verificarono in Germania dopo l'incendio del Reichstag, e in particolare la campagna di stampa scatenata dai nazisti contro Thomas Mann dopo la conferenza su Wagner, lo persuasero a non rientrare più in patria. Il testo della conferenza, ampliato, apparve nel numero di aprile 1933 della rivista Neue Rundschau. 

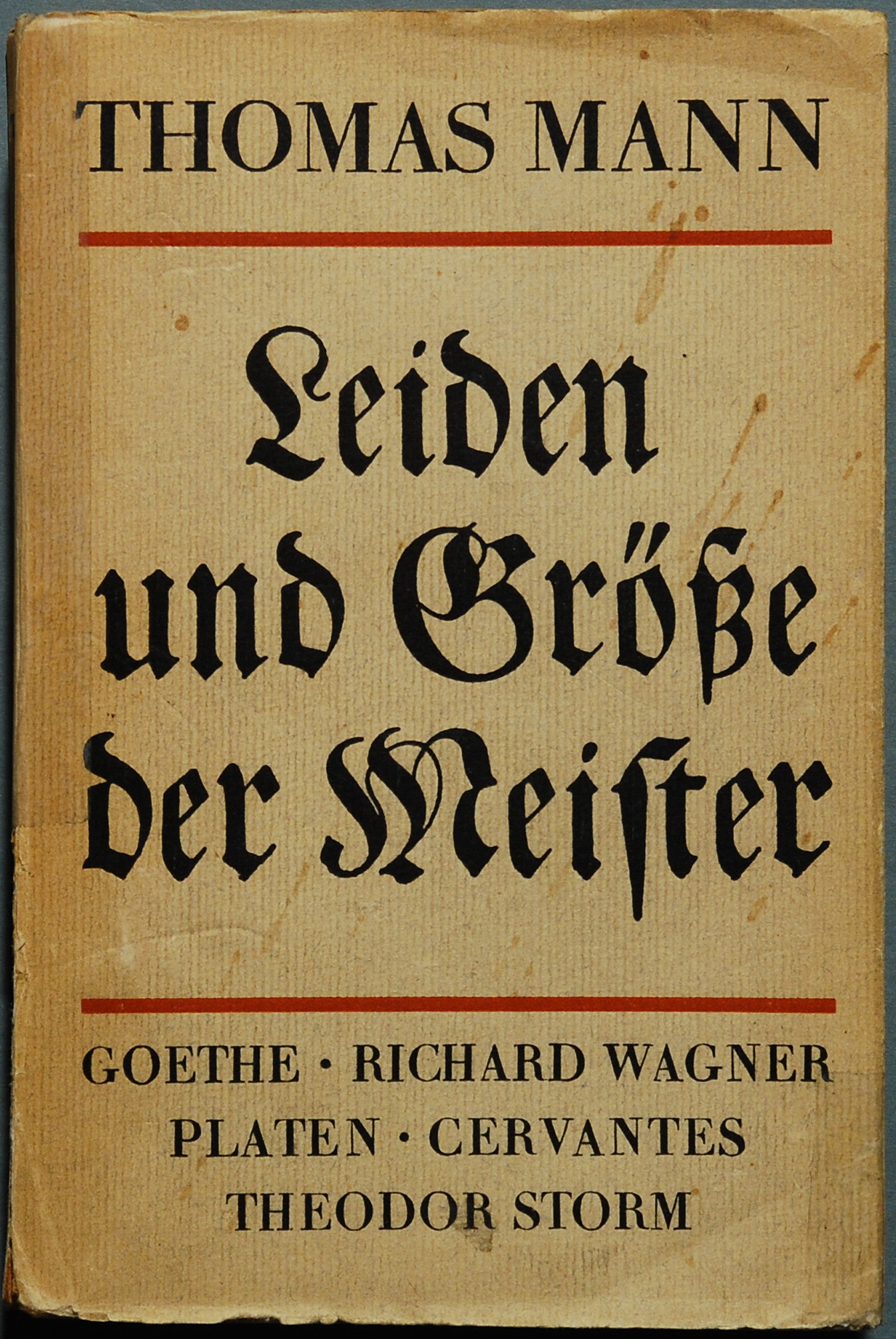
Copertina della raccolta "Leiden und Größe der Meister" (1935)

Fu pubblicato in volume già nel 1933 a Parigi nella traduzione francese di Felix Bertaux e a New York nella traduzione inglese di Helen Tracy Lowe-Porter; in lingua tedesca apparve in volume nel 1935 nella raccolta "Leiden und Größe der Meister", edita dalla S. Fischer Verlag, la casa editrice diretta ancora per poco da Gottfried Bermann Fischer. In Italia fu pubblicato per la prima volta nel 1946 nella raccolta "Saggi" tradotto da Lavinia Mazzucchetti.

## Contenuto
Per Thomas Mann, Richard Wagner non fu un fenomeno isolato, la sua Weltanschauung era comune ad artisti che esprimevano l'Ottocento pieno. La principale caratteristica del secolo XIX, il secolo borghese in cui è vissuto Wagner, è la grandezza («la predilezione per il gran formato, il monumentale, lo standard-work, per tutto ciò che è colossale») ma «una grandezza fosca, dolorante». L'epiteto "grandioso" deve essere attribuito non solo a Balzac e a Tolstoj, ma anche a Wagner. Costoro sono inoltre legati dal ricorso al "Leitmotiv omerico" e dal «naturalismo trascendente nel simbolo e nella mistica». L'arte teatrale è già per se stessa arte barocca; quella di Wagner, «un'arte pregna di sensualità e di formalismo simbolico [...] riporta necessariamente al rito e alla Chiesa». Molto stretta è quindi, per Mann, l'affinità fra Wagner e il drammaturgo norvegese Ibsen. Thomas Mann analizza quindi in dettaglio la produzione artistica di Wagner, i suoi temi spesso contraddittori, gli aspetti della personalità wagneriana, l'influenza esercitata su Wagner dalla filosofia di Schopenhauer, le critiche al Gesamtkunstwerk, le cadute di gusto, il cambiamento nel tempo della composizione sociale degli spettatori delle opere di Wagner. 

## Critica
Per Cristina Baseggio, "Dolore e grandezza di Richard Wagner" è una specie di confessione dello stesso Mann sul ruolo e la posizione dell'arte e dell'artista nella società. Mazzino Montinari sottolinea come il saggio di Thomas Mann «ci aiuta ad afferrare la rugosità della storia, la complessità del secolo XIX, di cui Wagner fu l'artista sintetico, ci aiuta — insomma — a pensare le condizioni nelle quali furono possibili la sua arte, il suo successo e la sua vasta influenza su tutta la "decadenza" dagli ultimi decenni dell'Ottocento alla vigilia della prima catastrofe mondiale, alla fine del "mondo di ieri".». La conferenza di Thomas Mann del 10 febbraio 1933 a Monaco si svolse senza incidenti, e le recensioni apparse nei giorni immediatamente successivi sui quotidiani tedeschi furono positive. Due settimane dopo la conferenza, il 27 febbraio, si verificò l'incendio del Reichstag, il pretesto per la sospensione dei diritti civili e l'assunzione dei pieni poteri da parte di Hitler (il 23 marzo 1933). Il 17 aprile 1933 apparve sul quotidiano Münchner Neueste Nachrichten una lettera, intitolata "Protest der Richard-Wagner-Stadt München" (Protesta di Monaco città wagneriana), scritta da Hans Knappertsbusch e sottoscritta da 45 firmatari fra cui Hans Pfitzner, nella quale Thomas Mann fu accusato di aver denigrato Wagner. In realtà i firmatari non avevano assistito alla conferenza né letto il testo, e la lettera presentava citazioni false e fuorvianti. Le proteste di Thomas Mann non furono pubblicate. Il comportamento dei firmatari suscitò lo sdegno di Thomas Mann, mantenuto anche nel dopoguerra, dopo la fine del nazismo.

## Edizioni
- (DE) Leiden und Größe Richard Wagners, in Die neue Rundschau, XLIV, n. 4, Berlin, S. Fischer Verlag, 4 aprile 1933.
- (FR) Souffrances et grandeur de Richard Wagner, collana Univers, traduzione di Felix Bertaux, Paris, Fayard et C.ie, 1933.
- (EN) Wagner, in Past Masters and Other Papers, traduzione di Helen Tracy Lowe-Porter, New York, Knopf, 1933,  pp. 15-98.
- (DE) Wagner, in Leiden und Größe der Meister, Berlin, S. Fischer Verlag, 1935.
- Dolore e grandezza di Richard Wagner, in Saggi di Thomas Mann, collana Quaderni della Medusa; 16, traduzione di Lavinia Mazzucchetti, Milano, Mondadori, 1946.
- (DE) Leiden und Größe Richard Wagners, in Gesammelte Werke in 13 Bänden, Band IX, Frankfurt am Main, S. Fischer Verlag, 1974,  pp. 363-427, ISBN 3-10-048177-1.
- Dolore e grandezza di Richard Wagner, in Dolore e grandezza di Richard Wagner, collana Contrappunti; 2, traduzione di Lavinia Mazzucchetti, prefazione di Mazzino Montinari, Fiesole, Discanto, 1979,  pp. 1-56.

Il volume intitolato "Dolore e grandezza di Richard Wagner" contiene, oltre alla Prefazione di Mazzino Montinari, i seguenti dieci saggi di Thomas Mann relativi a Richard Wagner: 1) Dolore e grandezza di Richard Wagner; 2) L'arte di Richard Wagner; 3) Richard Wagner e "L'Anello del Nibelungo"; 4) I nostri rapporti attuali con Wagner; 5) Ibsen e Wagner; 6) Risposta alla "Protesta di Monaco città wagneriana"; 7) In difesa di Wagner. Lettera al direttore di "Common Sense"; 8) Wagner—senza fine. A Emil Preetorius; 9) Maestri cantori; 10) Lettere di Richard Wagner. The Burrell Collection.